# Reakcja termojądrowa

Reakcja fuzji jąder deuteru i trytu z powstaniem jądra helu-4, neutronu i energii

Fuzja litu i deuteru. Powstałe jądro ^{8}Be rozpada się natychmiast, a energia uwalniana jest w postaci energii kinetycznej cząstek alfa

Reakcja termojądrowa, synteza jądrowa lub fuzja jądrowa – zjawisko polegające na złączeniu się dwóch lżejszych jąder w jedno cięższe.
Różne jądra atomowe mają różną energię wiązania przypadającą na nukleon. Największą energię wiązania przypadającą na jeden nukleon ma izotop nikiel-62 (8,7945 MeV), w wielu publikacjach podawane jest, że jest to izotop żelaza-56. Izotop 56Fe ma najmniejszą masę na nukleon, gdyż ma on większy udział protonów 26/56 = 46,43%, a w Ni 28/62 = 45,16%.
W wyniku reakcji egzotermicznej wydzielona energia (w postaci energii kinetycznej produktów i promieniowania gamma), zostaje rozproszona na otaczających atomach i przekształca się na energię cieplną. Energię wydzielającą się podczas reakcji można wyznaczyć bez przeprowadzania reakcji na podstawie deficytu masy, czyli różnicy mas składników i produktów reakcji.
Jądra atomowe mają dodatni ładunek elektryczny i dlatego się odpychają – aby doszło do ich połączenia, muszą zbliżyć się na tyle, aby siły oddziaływań jądrowych pokonały odpychanie elektrostatyczne. Niezbędnym warunkiem do tego jest prędkość (energia kinetyczna) jąder. Wysoką energię jąder uzyskuje się w bardzo wysokich temperaturach lub rozpędzając jądra w akceleratorach cząstek.
Przedrostek termo pochodzi od głównego sposobu, w jaki wywoływana jest ta reakcja w gwiazdach i bombie wodorowej, czyli przez podniesienie temperatury do kilkunastu milionów kelwinów. W skali atomowej oznacza to bardzo dużą energię zderzenia cząstek. Istnieje hipoteza, że synteza jądrowa może zachodzić również w niższych temperaturach (zimna fuzja).
Reakcja termojądrowa jest głównym, poza energią grawitacyjną, źródłem energii gwiazd.

## Nukleosynteza

### Reakcje termojądrowe w gwiazdach

#### Cykl protonowy
W niezbyt masywnych gwiazdach ciągu głównego podstawową reakcją jest synteza jądra helu. Aby synteza nastąpiła, jądra wodoru (protony) muszą się zbliżyć na odległość zasięgu oddziaływania jądrowego (około 1 fm = 10−13 cm). Protony odpychają się jednak elektrostatycznie, a zatem muszą pokonać barierę potencjału o wartości około E = 1 MeV. Taką energię termiczną mają cząstki o temperaturze 1010 K. Tak wysokiej temperatury nie ma we wnętrzu gwiazd, ale przebieg zjawiska w niższej temperaturze tłumaczy zjawisko tunelowe.
Proces syntezy helu z wodoru przebiega w wyniku kilku procesów:
{\displaystyle n+\nu _{e}\to p+e^{-}}
Proces ten jest konsekwencją oddziaływań słabych (wymiany bozonu W). Podczas syntezy następuje odwrotny rozpad β:
{\displaystyle p\to n+e^{+}+\nu _{e}.}
Reakcja ta, jako konsekwencja oddziaływań słabych, jest bardzo powolna. Powoduje to, że gwiazdy świecą długo, a nie „spalają się” w jednej chwili, lecz w ciągu milionów czy miliardów lat. W wyniku tej reakcji i w wyniku oddziaływania jądrowego tworzy się deuter:
{\displaystyle p+p\to d+e^{+}+\nu _{e}}
Reakcja ta jest niezmiernie wolna. Następna reakcja:
{\displaystyle p+d\to {}^{3}{\rm {{He}+\gamma }}}
prowadzi do powstania izotopu helu-3, który ulega fuzji sam ze sobą:
{\displaystyle {}^{3}{\rm {{He}+{}^{3}He\to {}^{4}{\rm {{He}+2p}}}}}
Opisany powyżej ciąg reakcji jądrowych zwany jest cyklem wodorowym. W pojedynczym cyklu tworzenia jednego jądra helu z czterech protonów emitowane jest 26,7 MeV energii i jest to główne źródło energii gwiazd. Część energii jest tracona przez uchodzące neutrina (1,6 MeV).
Zderzające się jądra mają zazwyczaj energię mniejszą od energii potrzebnej do pokonania bariery potencjału elektrycznego, ale przenikają przez nią na skutek zjawiska kwantowego zwanego efektem tunelowym. W wyniku syntezy produkowane są nowe jądra, neutrina i fotony. Wysokoenergetyczne fotony przekazują najpierw energię materii gwiazd, podgrzewając ją, aby po pewnym czasie jako promieniowanie cieplne wydostać się z gwiazdy. Niemal wszystkie neutrina opuszczają wnętrza gwiazd bez zderzeń z materią gwiazdy. Dla fotonów środowisko wnętrza gwiazdy nie jest przezroczyste. Średnia droga swobodna wysokoenergetycznego fotonu we wnętrzu Słońca wynosi około {\displaystyle 10^{-3}} m. Wydostawanie się energii z wnętrza gwiazdy na zewnątrz następuje w wyniku promieniowania wysokoenergetycznego, promieniowania cieplnego oraz konwekcji gazu w gwieździe. Na procesy te wpływa też zmiana ruchu cząstek w polu magnetycznym.
Reakcje syntezy cyklu wodorowego nastąpiły w młodym Wszechświecie (kosmologia) podczas procesu nukleosyntezy. Podczas ekspansji Wszechświata rosła objętość ({\displaystyle V(t)=a^{3}(t)V_{0},} a(t) jest czynnikiem skali), malała temperatura {\displaystyle T(t)={\frac {T_{0}}{a(t)}},} tak że gęstość entropii była stała. Oznacza to, że w pewnym okresie istniały warunki odpowiednie do syntezy lekkich pierwiastków. Zjawiskiem tym tłumaczy się stały stosunek ilościowy wodoru do helu w obłokach kosmicznych. W przeciwieństwie do gwiazdy, gdy temperatura jest w wyniku równowagi stała, w młodym Wszechświecie temperatura ciągle spadała (i spada nadal).

#### Cykl węglowo-azotowo-tlenowy
Dla bardziej masywnych gwiazd ciągu głównego, takich jak Syriusz A, zachodzi cykl węglowo-azotowy. Wymaga on obecności jąder 12C jako katalizatora. Cykl składa się z reakcji:
{\displaystyle p+{}^{12}{\rm {{C}\to {}^{13}{\rm {{N}+\gamma \to {}^{13}{\rm {{C}+e^{+}+\nu _{e}+\gamma }}}}}}}
{\displaystyle p+{}^{13}{\rm {{C}\to {}^{14}{\rm {{N}+\gamma }}}}}
{\displaystyle p+{}^{14}{\rm {{N}\to {}^{15}{\rm {{O}+\gamma \to {}^{15}{\rm {{N}+e^{+}+\nu _{e}+\gamma }}}}}}}
{\displaystyle p+{}^{15}{\rm {{N}\to {}^{12}{\rm {{C}+{}^{4}{\rm {He}}}}}}}
W procesie tych reakcji wyłaniana jest energia 23,8 MeV. Około 98,4% energii w Słońcu jest produkowane w wyniku cyklu wodorowego, a tylko 1,6% w wyniku cyklu węglowo-azotowego. Znaczenie tego ostatniego cyklu wzrasta, gdy temperatura gwiazdy jest wyższa.

### Nukleosynteza w gwiazdach olbrzymach
W olbrzymach i nadolbrzymach następuje „spalanie” helu i synteza węgla, a następnie tlenu, neonu i magnezu, w procesach z udziałem cząstek alfa (jąder helu-4). Wyższe nuklidy, od krzemu aż do niklu, powstają w wyniku fuzji węgla, tlenu, neonu, magnezu i helu. Nuklidy o nieparzystych liczbach atomowych powstają w wyniku wychwytu neutronów lub protonów.
W końcowym etapie życia gwiazdy, gdy synteza węgla doprowadzi do powstania żelaza, zaczyna brakować paliwa, ponieważ synteza cięższych jąder nie tylko nie powoduje wydzielania energii, ale sama wymaga dostarczenia energii. Ustające procesy termojądrowe w gwieździe powodują zahamowanie utrzymywania ciśnienia wewnątrz gwiazdy, a gwiazda zaczyna zapadać się grawitacyjnie, wyzwalając w ułamku sekundy energię, porównywalną z energią emitowaną w ciągu całego dotychczasowego życia. Proces ten jest bardzo gwałtowny i przybiera postać wybuchu supernowej.

### Nukleosynteza w supernowych
Podczas wybuchu supernowych powstają nuklidy cięższe od niklu, m.in. w procesie szybkiego wychwytu neutronów.

### Promieniowanie kosmiczne
Wysokoenergetyczne promieniowanie kosmiczne (składające się w dużej mierze z protonów) powoduje wymuszony rozpad jąder atomowych napotykanych w ziemskiej atmosferze. Promieniowanie kosmiczne jest odpowiedzialne za syntezę nuklidów litu, berylu i boru, które nie powstają podczas nukleosyntezy w gwiazdach oraz za powstawanie niektórych cięższych jąder (np. węgla-14).